# Marthe Richard (téléfilm)
Marthe Richard est un téléfilm français réalisé par Thierry Binisti et diffusé le 30 avril 2011 sur France 3.

## Fiche technique
- Réalisateur : Thierry Binisti
- Scénariste : Olivier Dutaillis
- Date de diffusion : 30 avril 2011 sur France 3
- Durée : 95 minutes
- Genre : Drame

## Distribution
- Clémentine Célarié : Marthe Richard
- Arnaud Giovaninetti : Delorme
- Cassandre Vittu de Kerraoul : Mathilde
- François Berland : Le commissaire
- Éric Bougnon : Marcel
- Scali Delpeyrat : Victor
- Nicolas Moreau : Louis Eggenberger
- Jérôme Pouly : Paul Legendre
- Peter Nonat : garde de Marthe Richard